# Fysisk sikkerhed
Fysisk sikkerhed omfatter sikkerhedstiltag, som er designet til at afvise uautoriseret adgang til faciliteter, udstyr og resurser, og til at beskytte personel og ejendom fra ødelæggelse eller beskadigelse (såsom spionage, tyveri eller terrorangreb).
Fysisk sikkerhed omfatter brug af flere lag af gensidigt afhængige systemer, som ikluderer tv-overvågning, sikkerhedsfolk, beskyttende barriere, låse, adgangskontrol protokoller og mange andre teknikker.
| Kriminalitet | Spire Denne artikel om kriminalitet er en spire som bør udbygges. Du er velkommen til at hjælpe Wikipedia ved at udvide den. |